# Phare de Peche Island

Le phare de Peche Island (en anglais : Peche Island Rear Range Light), était un phare de la rive ouest du lac Huron, situé à l'entrée de la rivière Détroit, devant Peche Island (en) ] dans le Comté de St. Clair, Michigan.

## Historique
Ce phare a été construit dans le cadre d'une paire de feux d'alignement pour guider les navires vers l'extrémité sud du lac. Situé dans les eaux américaines juste au nord de la frontière du Canada, il a été déplacé à Marine City lors de sa désactivation en 1982/83.
Érigé sur un berceau en eau libre, en 1908, il avait penché sévèrement d'un côté, et en 1983, il a été remplacé par une tour squelettique. La vieille tour a été sauvée, et sans sa base, a été installée dans le parc du phare à Marine City, où il se trouve toujours. Il émet, depuis, une lumière blanche continue décorative et Reste un point de repère.
Identifiant  : ARLHS : USA-586 .

### Lien connexe
- Liste des phares au Michigan